# Urgleptes nanus
Urgleptes nanus là một loài bọ cánh cứng trong họ Cerambycidae.